# Cesta de mercado
Una cesta de              mercado es una lista fija de artículos, en proporciones determinadas. Su uso más habitual es seguir en 
evolución de la inflación en una economía o mercado concreto. Es decir, para medir los cambios en el valor del dinero a lo largo del tiempo. Una cesta de mercado también se utiliza con la teoría de la paridad de precios de compra para medir el valor del dinero en distintos lugares.

## Cesta de consumo
El tipo más común de cesta de mercado es la cesta de bienes de consumo, utilizada para definir el índice de precios al consumidor (IPC). Se trata de una muestra de bienes y servicios que se ofrecen en el mercado de consumo. En muchos países, la cesta de bienes de consumo es conocida también como cesta o canasta básica, e incluye productos esenciales para el consumo de acuerdo al contexto local.
Ejemplos de categorías generales incluidas en la cesta son:
- Alimentos y bebidas (cereales para el desayuno, leche, café, pollo, comidas completas, aperitivos)
- Vivienda (alquiler de la vivienda principal, alquiler equivalente del propietario, fuelóleo, muebles de dormitorio, sillas)
- Ropa (camisas y jerséis, pantalones, pantalones cortos, vestidos, joyas)
- Transporte (vehículos nuevos, billetes de avión, gasolina, seguro de automóvil)
- Atención médica (medicamentos con receta y suministros médicos, servicios médicos, gafas y atención oftalmológica, servicios hospitalarios)
- Ocio (televisores, juguetes, mascotas y productos para mascotas, equipamiento deportivo, entradas)
- Educación y comunicación (matrículas universitarias, franqueo, servicios telefónicos, programas y accesorios informáticos)
- Otros bienes y servicios (cortes de pelo y otros servicios personales, gastos funerarios)